# Pöide (Landgemeinde)
Pöide (Pöide vald) ist eine ehemalige Landgemeinde im Osten der größten estnischen Insel Saaremaa. Sie gehörte verwaltungsmäßig zum Kreis Saare. 2017 fusionierten alle Gemeinden auf Saaremaa zur neuen Landgemeinde Saaremaa.

## Wappen
Das Wappen der Gemeinde erinnert mit den Zinnen und dem Lilienkreuz an die mittelalterliche Burg des Deutschen Ordens, die die Gründungsgeschichte des Landstrichs markiert. Die gelbgoldene Farbe des Wappens spielt auf die Jungfrau Maria an, der im Mittelalter Jahrhundert die Kirche von Pöide geweiht wurde.

## Dörfer
Neben dem Hauptort Tornimäe umfasste die Landgemeinde die Dörfer Ardla, Are, Iruste, Kärneri, Kahutsi, Kakuna, Kanissaare, Keskvere, Koigi, Kõrkvere, Kübassaare, Leisi, Levala, Metsara, Mui, Muraja, Neemi, Nenu, Oti, Puka, Pöide, Reina, Sundimetsa, Talila, Ula, Unguma, Uuemõisa, Välta und Veere.

## Inseln
Zur Landgemeinde gehörten auch die kleineren Inseln Aavilaid, Anulaid, Kalmelaid, Kõrgelaid, Lehmlaid, Loomalaid, Madallaid, Oitma laid, Pihlalaid, Pikklaid, Pisselaid, Rooglaid, Suuregilaid, Suutselaid, Tumalaid, Udriku laid und Villemi laid.

## Bilder

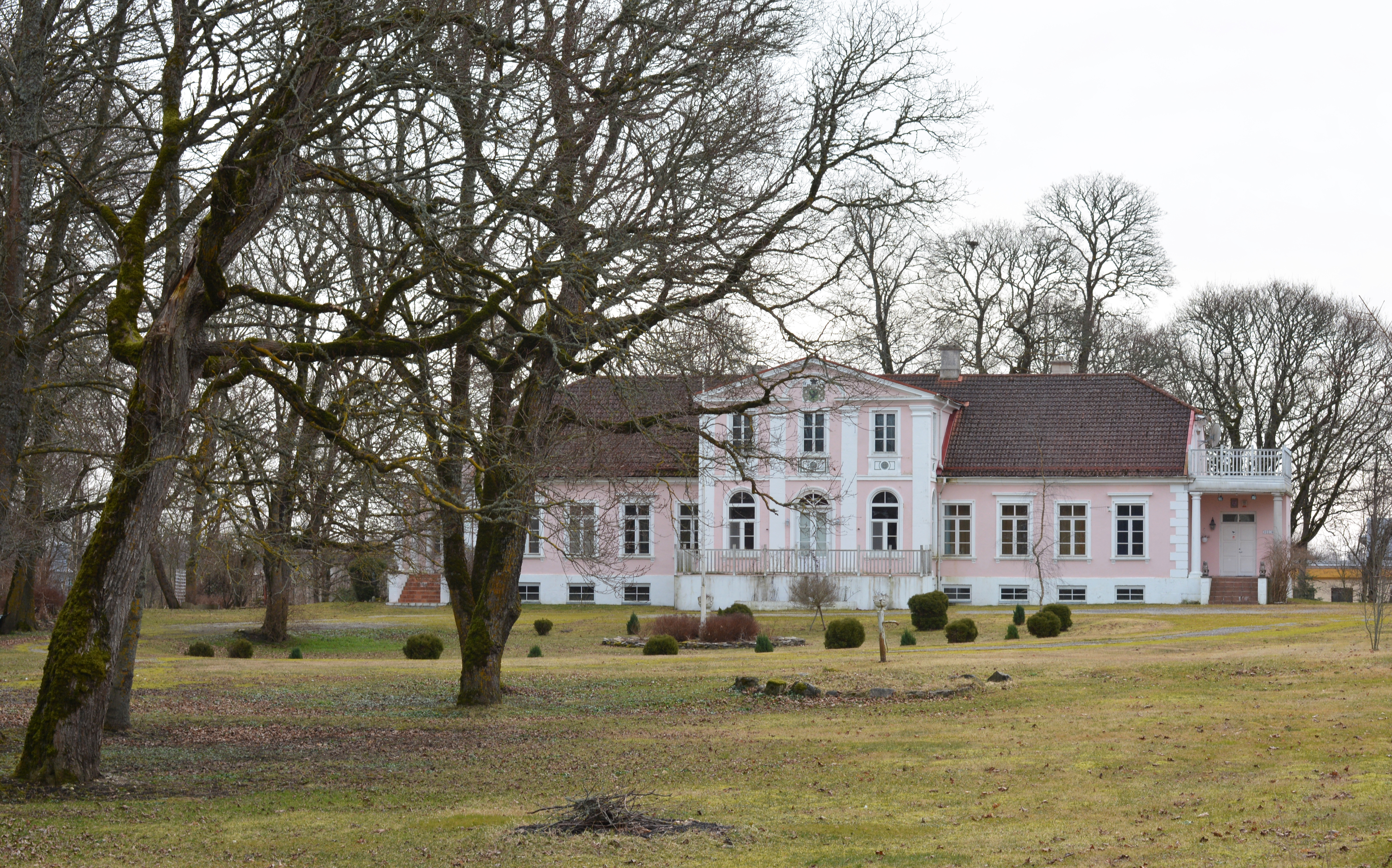
Herrenhaus von Oti
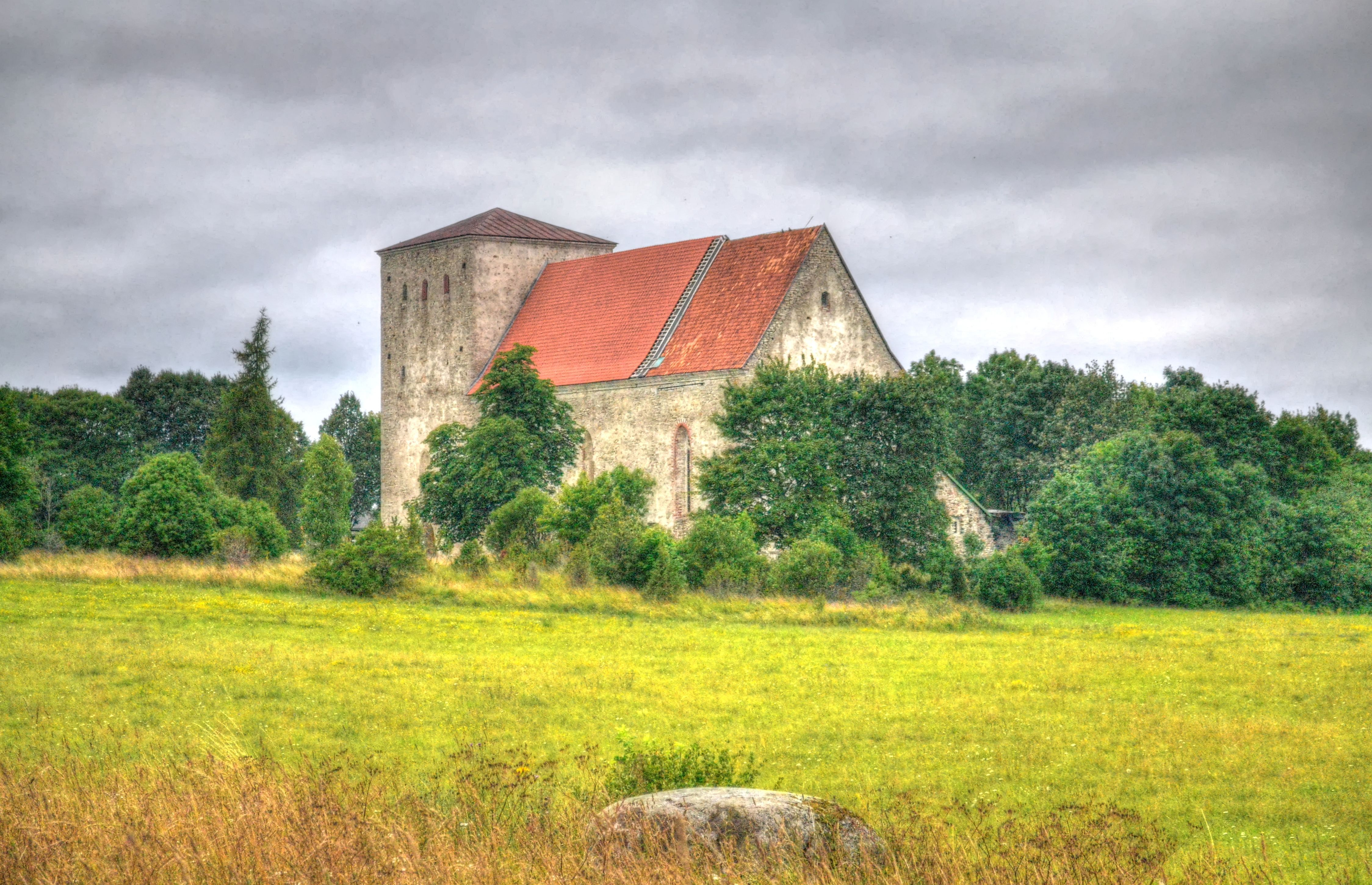
Evangelisch-lutherische Kirche in Pöide
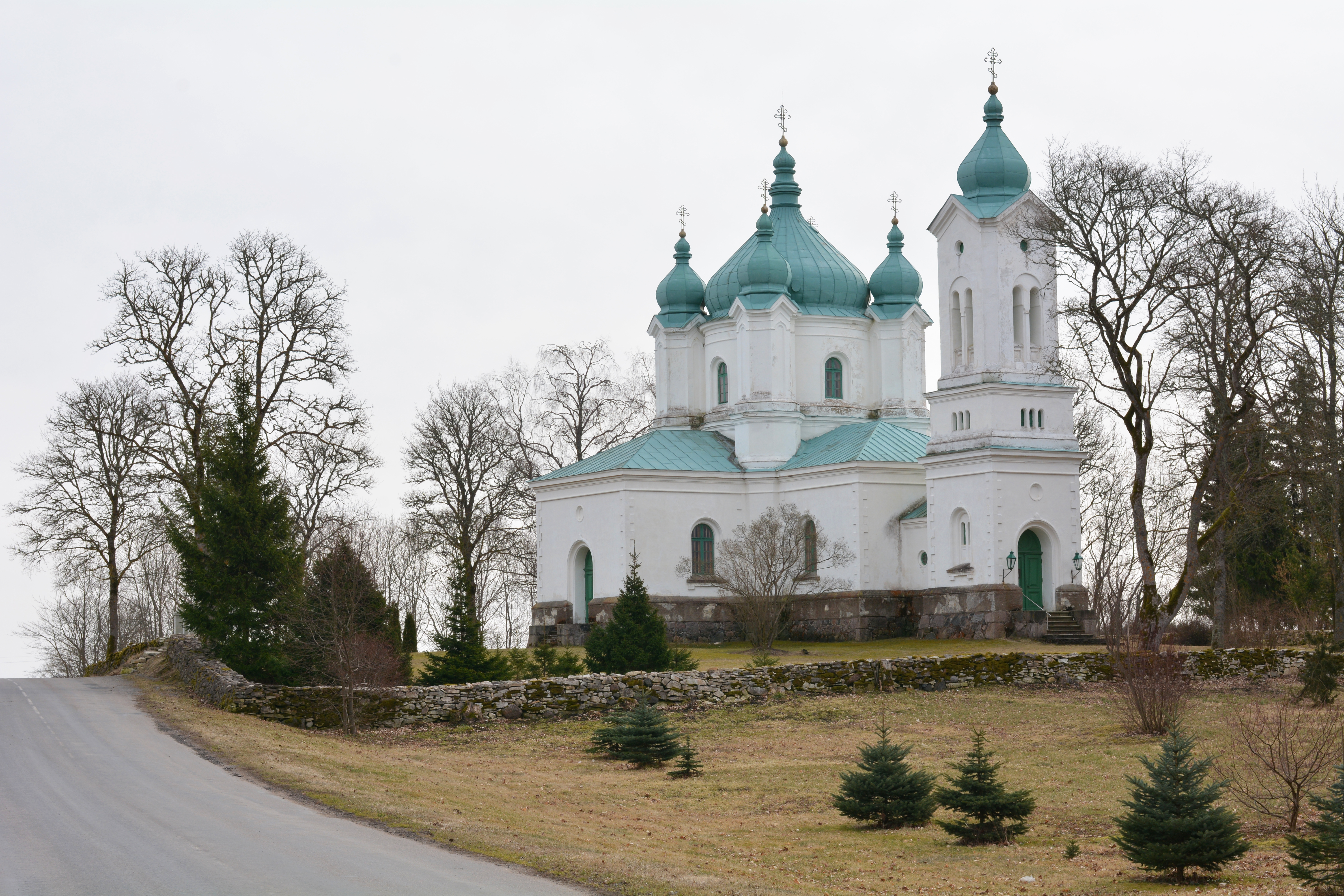
Orthodoxe Kirche in Tornimäe
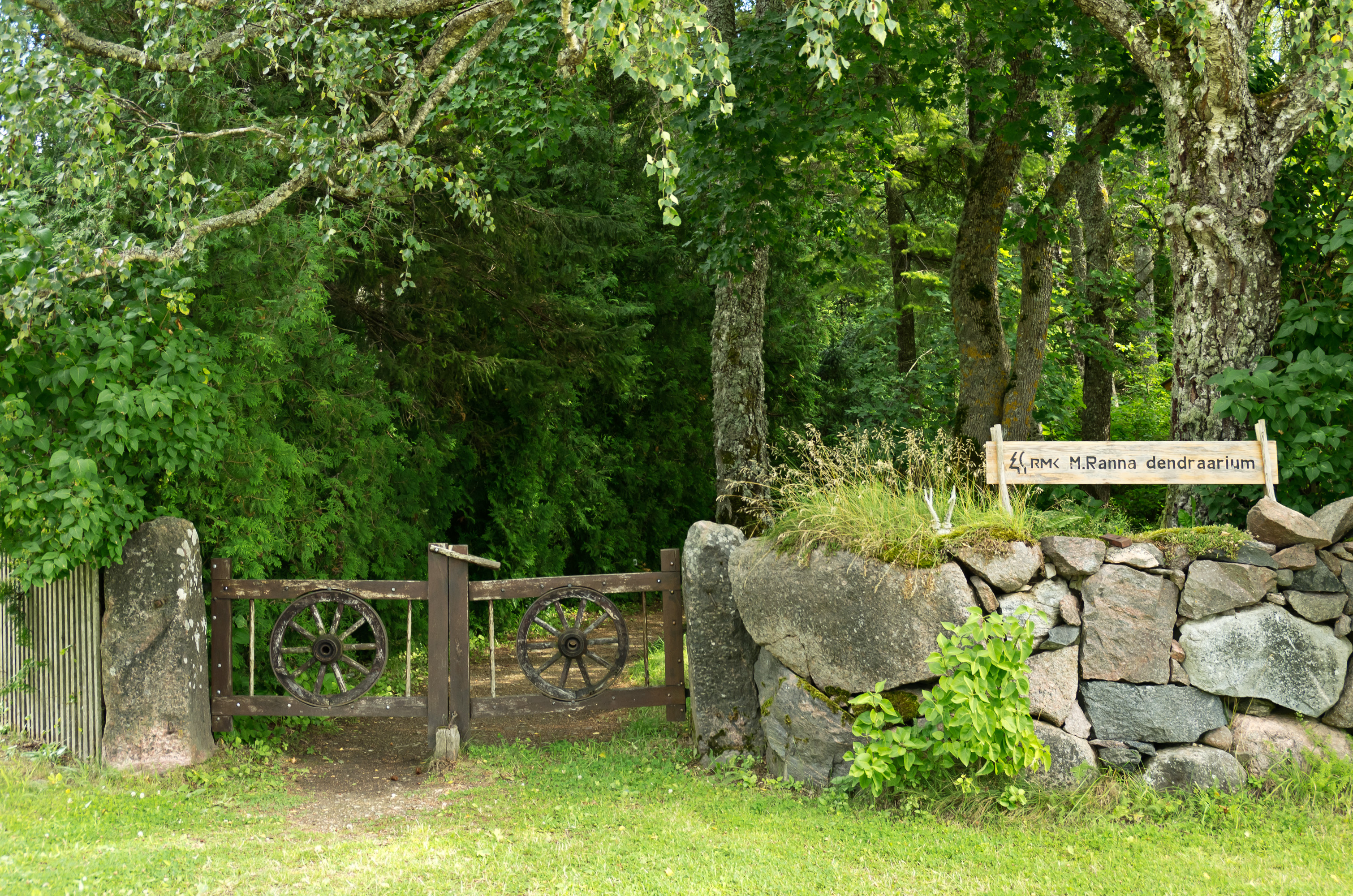
Dendrarium in Neemi
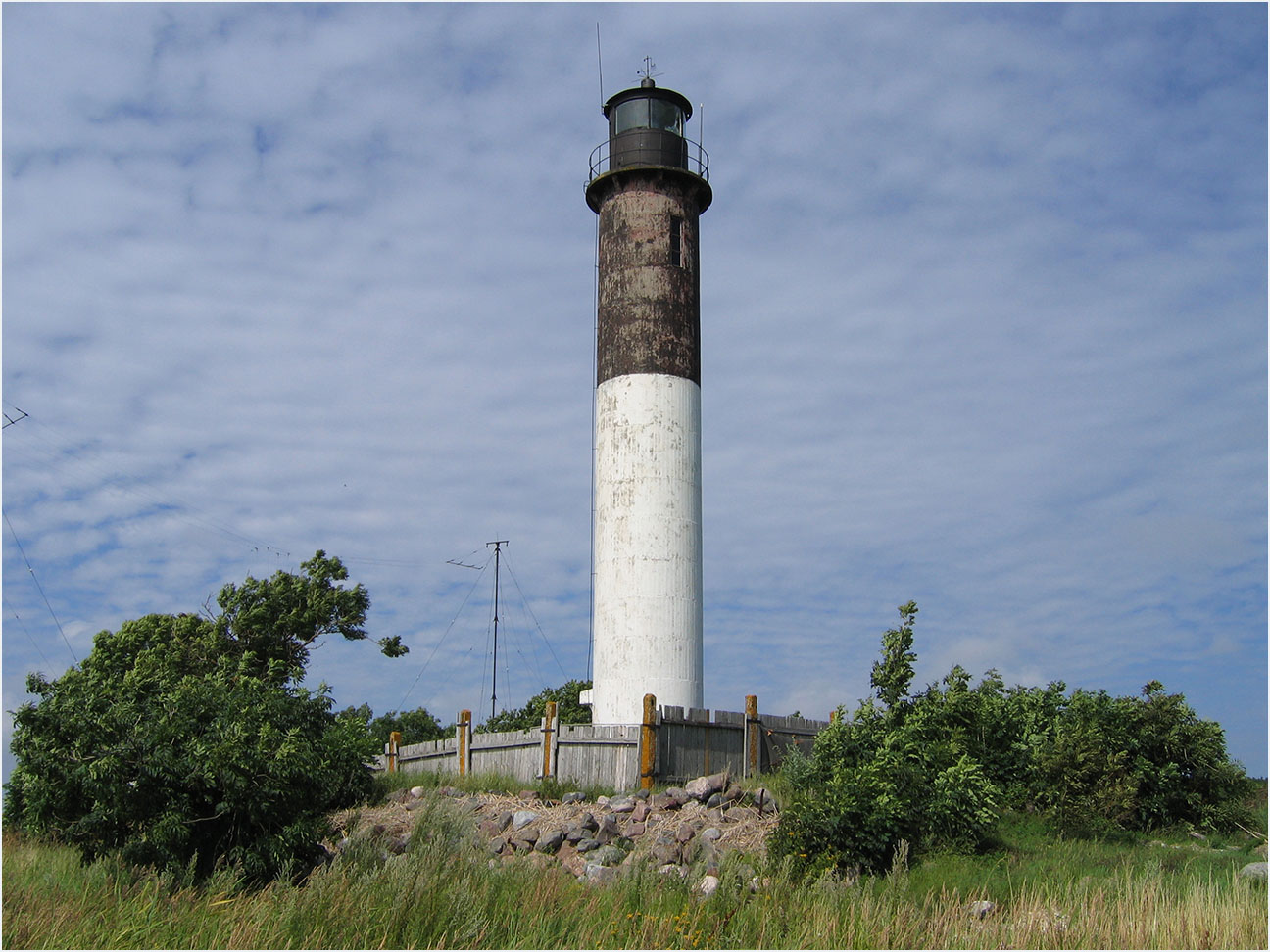
Leuchtturm Kübassaare